# 卡萨尔布塔诺联合镇
卡萨尔布塔诺联合镇（義大利語：Casalbuttano ed Uniti），是意大利克雷莫纳省的一个市镇。总面积23平方公里，人口4112人，人口密度178.8人/平方公里（2009年）。国家统计（ISTAT）代码为019016。